# Beni Guecha
Beni Guecha è un comune dell'Algeria, situato nella provincia di El Oued.